# Europäische Integration

Flagge der Europäischen Union und des Europarates

Karte verschiedener europäischer Integrationsebenen
EU, Schengen, EWU, AFSJ (Alle Abkommen)
EU, Schengen, AFSJ
EU, EWU, AFSJ
EU, Schengen
EU, EWU
EWR, Schengen
Schengen, Bilaterale Verträge
EU-Kandidaten, einige Abkommen
Mikrostaaten, einige Abkommen
SAA

Mitgliedstaaten der Europäischen Politischen Gemeinschaft (EPG)

Die europäische Integration steht begrifflich für einen „immer engeren Zusammenschluss der europäischen Völker“ (1. Erwägungsgrund der Präambel des Vertrags über die Arbeitsweise der Europäischen Union (AEUV)). Offiziell wurde dieser Begriff erstmals 1954 bei Gründung der Westeuropäischen Union (WEU) verwendet. Mit Gründung der Europäischen Union (EU) durch den Vertrag von Maastricht 1992 wurde der „Prozess der europäischen Integration auf eine neue Stufe gestellt“ (1. Erwägungsgrund der Präambel des Vertrages von Maastricht); der Vertrag von Lissabon 2007 kennzeichnet den aktuellen Stand der Entwicklung.
Der europäische Integrationsprozess begann auf der Wirtschaftsebene, zielte aber auch auf die Ebene des politischen Systems und speziell auf die Justiz- und Innenpolitik sowie auf eine Gemeinsame Außen- und Sicherheitspolitik. Auch in Bereichen wie der Digitalpolitik und der Medienpolitik werden gemeinsame Rahmenbedingungen verhandelt. Mitunter wird der Begriff der Integration auch auf den europäischen Kulturraum und die Kulturpolitik angewandt, etwa bei der Kulturhauptstadt Europas und den EUNIC.
Dabei ist die Leitidee der europäischen Integration aber nicht auf die EU beschränkt; denn neben dieser existiert in Europa eine Vielzahl weiterer internationaler Organisationen wie der Europarat, und die meisten europäischen Staaten gehören mehreren hiervon an. Allerdings stellt die EU sowohl im Vergleich mit allen anderen europäischen Organisationen als auch im weltweiten Vergleich das am weitesten fortgeschrittene Beispiel für regionale Integration dar. Die weitgehende Übertragung einzelstaatlicher Befugnisse auf europäische Institutionen hat dazu geführt, dass es sich bei den Europäischen Gemeinschaften, aus denen die EU entstanden ist, um mehr als bloß Internationale Organisationen handelt; für sie wurde der Begriff „Supranationalität“ geprägt.
Die Europäische Union hat aber nicht nur die wirtschaftliche und politische Integration in den Jahren nach ihrer Gründung Schritt um Schritt vorangebracht, sie hat sich durch Aufnahme neuer Mitgliedstaaten auch geographisch zunehmend erweitert. Die Europäische Integration wird von internationalen Organisationen anderer Kontinente teilweise ausdrücklich als Vorbild betrachtet; z. B. wurde der institutionelle Rahmen der Andengemeinschaft und der Afrikanischen Union nach dem Modell der EU-Institutionen gestaltet.

## Die Geschichte der europäischen  Integration

### Frühe Pläne einer europäischen Einigung
Als Vorläufer der Europäischen Integration werden heute vor allem die Paneuropa-Bewegung von Richard Coudenhove-Kalergi sowie die Bestrebungen des französischen Außenministers Aristide Briand in der Zwischenkriegszeit, einen Zusammenschluss der europäischen Völker herbeizuführen, angesehen. Das Schlagwort „Vereinigte Staaten von Europa“ wurde bereits 1849 von Victor Hugo geprägt und noch vor dem Ersten Weltkrieg unter anderem von Karl Kautsky (Neue Zeit vom 28. April 1911) verwendet. Später wurde es von so unterschiedlichen Politikern wie Leo Trotzki und, nach dem Zweiten Weltkrieg, Winston Churchill in dessen berühmt gewordener Zürcher Rede vom 19. September 1946 wieder aufgegriffen.

### Die europäische Einigungsbewegung nach dem Zweiten Weltkrieg
| Unterz. In Kraft Vertrag                    | 1948 Brüsseler Pakt                                               | 1951 1952 Paris                                                   | 1954 1955 Pariser Verträge                      | 1957 1958 Rom                                       | 1965 1967 Fusions- vertrag                          | 1986 1987 Einheitliche Europäische Akte | 1992 1993 Maastricht     | 1992 1993 Maastricht          | 1997 1999 Amsterdam           | 2001 2003 Nizza        | 2001 2003 Nizza | 2007 2009 Lissabon |  |  |  |  |  |  |  |  |  |
|                                             |                                                                   |                                                                   |                                                 |                                                     |                                                     |                                         |                          |                               |                               |                        |                 |                    |  |  |  |  |  |  |  |  |  |
| Europäische Gemeinschaften                  | Europäische Gemeinschaften                                        | Drei Säulen der Europäischen Union                                | Drei Säulen der Europäischen Union              | Drei Säulen der Europäischen Union                  | Drei Säulen der Europäischen Union                  | Drei Säulen der Europäischen Union      |                          |                               |                               |                        |                 |                    |  |  |  |  |  |  |  |  |  |
|                                             | Europäische Atomgemeinschaft (Euratom)                            | Europäische Atomgemeinschaft (Euratom)                            | →                                               |                                                     |                                                     |                                         | ←                        |                               |                               |                        |                 |                    |  |  |  |  |  |  |  |  |  |
|                                             |                                                                   |                                                                   | →                                               | Europäische Gemeinschaft für Kohle und Stahl (EGKS) | Europäische Gemeinschaft für Kohle und Stahl (EGKS) | Vertrag 2002 ausgelaufen                | Vertrag 2002 ausgelaufen |                               | Europäische Union (EU)        | Europäische Union (EU) |                 |                    |  |  |  |  |  |  |  |  |  |
|                                             |                                                                   |                                                                   | →                                               | Europäische Wirtschaftsgemeinschaft (EWG)           | Europäische Wirtschaftsgemeinschaft (EWG)           |                                         | ←                        | Europäische Gemeinschaft (EG) | Europäische Gemeinschaft (EG) | Europäische Union (EU) |                 |                    |  |  |  |  |  |  |  |  |  |
|                                             |                                                                   |                                                                   | →                                               | Justiz und Inneres (JI)                             |                                                     |                                         | ←                        | Europäische Gemeinschaft (EG) | Europäische Gemeinschaft (EG) | Europäische Union (EU) |                 |                    |  |  |  |  |  |  |  |  |  |
|                                             | Polizeiliche und justizielle Zusammenarbeit in Strafsachen (PJZS) | Polizeiliche und justizielle Zusammenarbeit in Strafsachen (PJZS) | →                                               | Justiz und Inneres (JI)                             | ←                                                   |                                         |                          |                               |                               | Europäische Union (EU) |                 |                    |  |  |  |  |  |  |  |  |  |
| Europäische Politische Zusammenarbeit (EPZ) | →                                                                 | Gemeinsame Außen- und Sicherheitspolitik (GASP)                   | Gemeinsame Außen- und Sicherheitspolitik (GASP) | Gemeinsame Außen- und Sicherheitspolitik (GASP)     | ←                                                   |                                         |                          |                               |                               | Europäische Union (EU) |                 |                    |  |  |  |  |  |  |  |  |  |
| Westunion (WU)                              | Westunion (WU)                                                    | Westeuropäische Union (WEU)                                       | Westeuropäische Union (WEU)                     | Westeuropäische Union (WEU)                         | Westeuropäische Union (WEU)                         |                                         |                          |                               |                               | Europäische Union (EU) |                 |                    |  |  |  |  |  |  |  |  |  |
| Westunion (WU)                              | Westunion (WU)                                                    | Westeuropäische Union (WEU)                                       | Westeuropäische Union (WEU)                     | Westeuropäische Union (WEU)                         | Westeuropäische Union (WEU)                         | aufgelöst zum 1. Juli 2011              |                          |                               |                               |                        |                 |                    |  |  |  |  |  |  |  |  |  |
|                                             |                                                                   |                                                                   |                                                 |                                                     |                                                     |                                         |                          |                               |                               |                        |                 |                    |  |  |  |  |  |  |  |  |  |

Nach 1945 kam es zu zahlreichen verschiedenen Bestrebungen, europäische Organisationen zu schaffen. Bis 1989 waren diese Bestrebungen aber von der Spaltung Europas durch den Eisernen Vorhang überschattet, so dass die heute bestehenden Organisationen zunächst größtenteils auf Westeuropa beschränkt blieben. Eine erste „Welle“ der Gründung politischer, wirtschaftlicher und militärischer Zusammenschlüsse umfasst den Zeitraum von 1948 bis 1960.
Als ersten Schritt der wirtschaftlichen Integration gründeten 18 westeuropäische Staaten, die in den Genuss von US-amerikanischer Unterstützung im Rahmen des Marshall-Plans kamen, 1948 die Organisation für europäische wirtschaftliche Zusammenarbeit (OEEC), durch die diese Staaten in den Entscheidungsprozess über die Verwendung der Mittel zum Wiederaufbau der westeuropäischen Staaten eingebunden wurden. Pläne zur Schaffung einer großen, alle OEEC-Staaten umfassenden Freihandelszone scheiterten jedoch. Aus der OEEC ging 1961 die OECD hervor.
Das erste Projekt der politischen Zusammenarbeit stellt der 1949 unter maßgeblichem Einfluss von Winston Churchill gegründete Europarat dar. Der Europarat verfügt kraft seiner Satzung (Art. 1) über ein breites Aufgabenfeld, das neben der Beratung von Fragen von gemeinsamem Interesse und dem Abschluss von Abkommen auch wirtschaftliche, soziale, kulturelle und wissenschaftliche Zusammenarbeit sowie „den Schutz und die Fortentwicklung der Menschenrechte und Grundfreiheiten“ umfasst. Dabei verbleibt seine institutionelle Form jedoch – abgesehen von der Errichtung eines supranationalen Gerichtshofs, nämlich des Europäischen Gerichtshofs für Menschenrechte mit Sitz in Straßburg – auf der Ebene einer zwischenstaatlichen Organisation (Intergouvernementalismus). Die im Rahmen des Europarats 1950 geschlossene Europäische Menschenrechtskonvention, mit der der Grundrechtsschutz in Europa auf eine neue Stufe gestellt wurde, ist ein völkerrechtlicher Vertrag zwischen den Mitgliedstaaten. Der Schwerpunkt der Arbeit des Europarats liegt heute im Bereich der Menschenrechte und der Förderung der Demokratisierung.
Die militärische Integration geht zurück auf den 1948 gegründeten Brüsseler Pakt, aus dem 1949 die NATO und 1954 die Westeuropäischen Union (WEU) hervorgingen.
Im sowjetischen Machtbereich wurde 1949 der Rat für gegenseitige Wirtschaftshilfe gegründet und 1955 der Warschauer Pakt geschlossen. Diese Organisationen wurden 1990/91 aufgelöst. Die meisten ihrer ehemaligen Mitgliedstaaten beziehungsweise der aus ihnen hervorgegangenen Staaten sind mittlerweile Mitglieder von EU und NATO; mit Ausnahme von Belarus gehören sie alle dem Europarat an.

### Der westeuropäische Integrationsansatz (1951–1989)
Keimzelle der heutigen EU war die Europäische Gemeinschaft für Kohle und Stahl (EGKS, „Montanunion“). Die EGKS ging auf den sogenannten Schuman-Plan sowie eine Erklärung des französischen Außenministers Robert Schuman vom 9. Mai 1950 zurück und bestand von 1952 bis 2002. Der Schuman-Plan stellt eine Fortentwicklung der französischen Ruhrpolitik dar. An der EGKS nahmen sechs Staaten – Belgien, die Bundesrepublik Deutschland, Frankreich, Italien, Luxemburg und die Niederlande – teil. Am 25. März 1957 unterzeichneten dieselben Staaten die Römischen Verträge, mit denen die Europäische Wirtschaftsgemeinschaft (EWG) sowie die Europäische Atomgemeinschaft (Euratom) gegründet wurden. Der Vertrag zur Gründung der Europäischen Wirtschaftsgemeinschaft trat am 1. Januar 1958 in Kraft, er sah die Verwirklichung eines Gemeinsamen Marktes innerhalb einer Übergangszeit von zwölf Jahren vor.
Nach dem Scheitern einer großen (west-)europäischen Freihandelszone unter dem Dach der OEEC, wurde lediglich 1960 die „kleine“ Europäische Freihandelszone (EFTA) geschaffen, an der jene westeuropäischen Staaten teilnahmen, die nicht Mitglieder der Europäischen Wirtschaftsgemeinschaft (EWG) waren.
1968 wurden die letzten Binnenzölle innerhalb der EG-Staaten abgeschafft und ein gemeinsamer Zolltarif gegenüber Drittländern eingeführt. Damit war die Integrationsstufe der Zollunion erreicht. In den siebziger Jahren begann die Zusammenarbeit im Währungsbereich. 1972 wurde das System der Währungsschlange eingeführt, 1979 das Europäische Währungssystem (EWS). Ein nächster wichtiger Schritt war die 1986 unterzeichnete Einheitliche Europäische Akte (EEA), die die Organe der EG stärkte, sowie die Kompetenzen der EG und die Ziele der Integration im Hinblick auf die Schaffung eines europäischen Binnenmarkts bis 1992 erweiterte. 1985 erfolgte die Unterzeichnung des Schengener Abkommens zum Abbau der Grenzkontrollen zwischen den Mitgliedstaaten, das 1995 in Kraft trat.

### Die gesamteuropäische Integration und die Gründung der Europäischen Union
Die erste gesamteuropäische, d. h. die beiden Blöcke verbindende Organisation war die Konferenz über Sicherheit und Zusammenarbeit in Europa (KSZE), die erstmals von 1973 bis 1975 in Helsinki tagte. Aus ihr ging 1995 die Organisation für Sicherheit und Zusammenarbeit in Europa (OSZE) hervor, der jedoch neben allen europäischen Staaten auch die USA und Kanada sowie die zentralasiatischen Nachfolgestaaten der UdSSR angehören.
Der Vertrag von Maastricht über die Gründung der Europäischen Union wurde 1992 unterzeichnet und tritt 1993 in Kraft. Er hob die europäische Integration auf eine neue Ebene, indem er die Wirtschaftsgemeinschaft zu einer politischen Union ausbaute. Zum stärksten Pfeiler der europäischen Integration, den drei EG-Verträgen, fügte er zwei neue Pfeiler hinzu: die Gemeinsame Außen- und Sicherheitspolitik (GASP) und die Polizeiliche und justizielle Zusammenarbeit in Strafsachen. Bezüglich des ersten Pfeilers wurde die Errichtung einer Wirtschafts- und Währungsunion zum zentralen Ziel erklärt. Auch der europäische Binnenmarkt wurde durch den Vertrag von Maastricht für vollendet erklärt.
Nach 1992 wurde die Vertiefung der europäischen Integration vor allem durch zwei weitere Verträge vorangebracht: den Vertrag von Amsterdam von 1997, der die Säulen zwei und drei, die Gemeinsame Außen- und Sicherheitspolitik und die innenpolitische und justizielle Zusammenarbeit, gestärkt und eine Sozialcharta eingeführt hat, sowie den Vertrag von Nizza 2001, der die Europäische Union „fit“ für die EU-Osterweiterung machen sollte. Der nächste wichtige Schritt erfolgte nunmehr zum 1. Dezember 2009 mit dem Inkrafttreten des Vertrags von Lissabon, nachdem zuvor 2005 die In-Kraft-Setzung des Vertrags über eine Verfassung für Europa gescheitert war.
Ein besonders wichtiger Integrationsschritt war die Einführung des Euro als Zahlungsmittel zum 1. Januar 2002, denn damit erwies sich Europa für jeden Bürger, dessen Staat Mitglied der Eurozone ist, im Alltagsleben und bei Auslandsaufenthalten innerhalb dieses neuen gemeinsamen Währungsraumes unmittelbar nützlich und noch einmal „greifbarer“ als bis dahin – im bargeldlosen Zahlungsverkehr war der Euro schon 1999 eingeführt worden.

## Konzepte für die Zukunft des europäischen Integrationsprozesses
Ein Grundsatz des Integrationsprozesses im Rahmen der EG/EU war über lange Zeit die verbindliche, einheitliche Anwendung des Acquis communautaire, d. h. die einheitliche Geltung aller gemeinschaftlichen Rechtsnormen für alle Mitgliedstaaten. Lediglich für Neumitglieder wurden ursprünglich Übergangszeiten bis zur Umsetzung und Anwendung des Gemeinschaftsrechts vorgesehen. Mit der Zahl der Mitgliedstaaten wuchsen jedoch auch die Unterschiede zwischen diesen, sowohl was die wirtschaftlichen und sozialen Rahmendaten betrifft als auch im Hinblick auf die an den Integrationsprozess gerichteten politischen Erwartungen und die damit verbundenen Ziele. Hieraus ergab sich zum einen eine grundsätzliche Debatte über die Finalität der europäischen Integration, die um Begriffe wie Staatenbund/Intergouvernementalismus, Staatenverbund/Supranationalität und Bundesstaat bzw. „Vereinigte Staaten von Europa“ kreist. Zum anderen werden seit Beginn der 1990er Jahre verschiedene Konzepte zur „Flexibilisierung“, d. h. zu einer geregelten Abweichung vom Grundsatz der Einheitlichkeit des Acquis communautaire, diskutiert.

### Staaten(ver)bund, „Vereinigte Staaten von Europa“ oder „Europäische Republik“
Vor dem Hintergrund eines immer enger verbundenen Europas stellt sich die Frage, wie weit dieses Zusammenwachsen gehen soll und welche Kompetenzen langfristig auf der europäischen Ebene und welche auf der Ebene der Nationalstaaten angesiedelt werden sollen. Während Europaskeptiker schon heute zu viele Aufgaben in europäischer Verantwortung sehen, sind europäische Föderalisten für eine weitere Europäisierung der bisherigen Aufgaben der Mitgliedstaaten der EU. Als besonders stark integriertes Modell wird ein Bundesstaat diskutiert („Vereinigte Staaten von Europa“, „Europäische Republik“), in dem die Nationalstaaten oder die sie bildenden Regionen zugunsten eines Staats in Form einer neuen europäischen, demokratischen, rechtsstaatlichen, föderalen Republik aufgehen sollen.
Aufgrund der kulturellen, sprachlichen, politischen, medialen und wirtschaftlichen Heterogenität innerhalb Europas gilt dieses Modell auf absehbare Zeit als ambitioniert. Ziel selbst der stärksten föderalen Modelle ist jedoch immer diese Vielfalt zu erhalten. Es geht ihnen um Gleichheit der Bürgerrechte und ein solidarisches Gemeinwesen mit Erhalt dieser als schützenswertem kulturellem Reichtum erkannten Vielfalt, wie es auch bereits im Europamotto „In Vielfalt geeint“ (lat.: „In varietate concordia“) zum Ausdruck gebracht wird. Zugleich werden sprachlich und kulturell vielfältige Staatsgebilde mit recht unabhängigen Teilregionen wie die Schweiz oder die USA mit ihren sehr eigenständigen Gliedstaaten als mögliche Vorbilder genannt.
Nach Meinung mancher Experten wird die Europäische Union auf längere Zeit ein Verbund weitgehend souveräner Staaten bleiben. Aufgrund ihres institutionell verankerten Mischcharakters wird die Union als Gebilde sui generis angesehen. Das Bundesverfassungsgericht hat in seiner Rechtsprechung zum Maastricht-Vertrag hierfür den Begriff „Staatenverbund“ geprägt.
Um Zentralisierungstendenzen innerhalb der Union zu begegnen, die mancherorts das kritische Schlagwort von der „Eurokratie“ speisen, wurde die Union auf das Subsidiaritätsprinzip verpflichtet, wonach jede Aufgabe auf der untersten Ebene, auf der sie erledigt werden kann, angesiedelt werden soll. Das Subsidiaritätsprinzip ist seit dem Vertrag von Maastricht fester Bestandteil der Verfassungsordnung von EG und EU (vgl. Art. 5 (3) EUV).

### Kerneuropa
1994 durch ein Papier von Wolfgang Schäuble und Karl Lamers geprägt, bezeichnet der Begriff Kerneuropa eine Gruppe derjenigen europäischen Staaten, die durch die weitestgehende politische, wirtschaftliche und militärische Integration miteinander verbunden sind. Konkret können hierunter gegenwärtig die Staaten verstanden werden, die zugleich Mitglieder nicht nur der EU, sondern auch der Eurozone, des Schengener Abkommens und der NATO sind.

### Europa der zwei Geschwindigkeiten
Der politische und wirtschaftliche Integrationsprozess innerhalb der Europäischen Union hat in den letzten Jahren gezeigt, dass es durchaus möglich ist, dass einige Mitgliedstaaten der EU weitere Schritte gehen, während andere vorerst zurückbleiben oder sich nur punktuell an weiteren Integrationsschritten beteiligen. Hierbei ist zu unterscheiden zwischen dem freiwilligen Voranschreiten bzw. Zurückbleiben von Mitgliedstaaten einerseits und der Qualifikation von Mitgliedstaaten für einen bestimmten Integrationsschritt auf der Grundlage vertraglich definierter Kriterien andererseits.
So ist der Euro als gemeinsame Währung bisher erst in 20 der 27 EU-Mitgliedstaaten gesetzliches Zahlungsmittel. Von den übrigen 7 Staaten haben sich jedoch nur Schweden und Dänemark „aus freien Stücken“ entschieden, an der Währungsunion (vorerst) nicht teilzunehmen („Opting-Out-Klausel“), während 5 Staaten die Kriterien währungspolitischer Stabilität, die Voraussetzung für eine Teilnahme sind, noch nicht erfüllen.
Das Schengener Abkommen zur weitgehenden Abschaffung der Kontrollen an den gemeinsamen Grenzen wurde 1985 von Deutschland, Frankreich und den Benelux-Ländern unterzeichnet. Erst nach und nach traten weitere Staaten bei, darunter auch die Nicht-EU-Staaten Norwegen, Schweiz und Island.
Das Sozialprotokoll zum Vertrag über die Europäische Union von 1992 war ebenfalls ein Beispiel für ein „Europa der zwei Geschwindigkeiten“. Hier wurde jedoch die Einheitlichkeit des Acquis communautaire wiederhergestellt, als Großbritannien seinen Widerstand gegen diesen Integrationsschritt aufgab.

### Verstärkte Zusammenarbeit

Mitglieder der EU und weiterer europäischer Organisationen (Stand: Februar 2025)

Variable Geometrie: Mitgliedschaften in ausgewählten europäischen Organisationen (Stand Juli 2024)

Mit dem Vertrag von Amsterdam wurde das Konzept einer verstärkten Zusammenarbeit von Gruppen integrationswilligerer EU-Mitgliedstaaten in bestimmten Politikbereichen erstmals dauerhaft im EU-Vertrag (ex Art. 43 EU, aktuell Art. 20 EUV bzw. Art. 326–334 AEUV) verankert. Hierfür gelten bestimmte Regeln, z. B. darf die Zusammenarbeit nicht dem für alle Mitgliedstaaten verbindlichen Acquis communautaire widersprechen, und sie muss grundsätzlich allen Mitgliedstaaten offenstehen.

### Variable Geometrie
Innerhalb der EU meint der Begriff variable Geometrie die Möglichkeit einander überlappender Mitgliedschaften der Staaten in verschiedenen Gruppen verstärkter Zusammenarbeit mit jeweils unterschiedlicher Zusammensetzung. Analog hierzu bezeichnet der Begriff aber auch die Überlappungen zwischen den verschiedenen europäischen Organisationen.

### Europa à la carte
Während unter einem Europa der zwei Geschwindigkeiten eine Zukunft der EU verstanden wird, in der weitere Integrationsschritte überwiegend von der gleichen Staatengruppe vollzogen werden, benutzt man den Begriff „Europa à la carte“, wenn sich aus weiteren Integrationsschritten jeder einzelne Mitgliedstaat individuell die Schritte zur Übernahme heraussucht, die ihm behagen.

## Charakteristika des europäischen Integrationsprozesses

### Unregelmäßiger Verlauf der Integration
Die europäische Integration ist nicht gleichmäßig verlaufen, vielmehr haben bisher Phasen augenscheinlich beschleunigter Integration mit solchen der Stagnation abgewechselt. Es gab beachtliche Schübe im europäischen Einigungsprozess, bei denen die Integration stark vorangetrieben wurde (Sandholtz/Zysman 1989), aber auch Phasen des Stillstands – man denke hier nur an die Politik des leeren Stuhls – und sogar Austrittsdrohungen einzelner Mitgliedstaaten. Der europäische Integrationsprozess hat sich also nicht gemäß einer einmal ausgelegten Leitlinie oder gar eines konkreten Konzepts entwickelt; vielmehr haben sich Phasen, in denen die supranationale Dynamik des Integrationsprozesses in den Vordergrund rückte, gegenüber solchen abgehoben, die stärker von intergouvernementalen Konstellationen und damit von der schwierigen Kompromiss- und Konsensfindung zwischen den Mitgliedstaaten bestimmt waren. Eine mögliche Erklärung für diese Unstetigkeit des Integrationsprozesses sind Informationsasymmetrien zwischen den Regierungen der Mitgliedstaaten, die im Rahmen von Vertragsverhandlungen über das „Mehr“ oder „Weniger“ an Integration entscheiden (Schneider/Cederman 1994).
Dieser unregelmäßige Verlauf hat auch seinen Niederschlag in der Entwicklung der politikwissenschaftlichen Integrationstheorien gefunden, die je nach politischer „Konjunktur“ zwischen neofunktionalistischen, föderalistischen und institutionalistischen Ansätzen in Phasen beschleunigter Integration und intergouvernementalistischen Ansätzen in Phasen der Stagnation schwankte.

### Integration als selektiver, asymmetrischer Prozess
Der europäische Integrationsprozess basiert auf der Auswahl der zum jeweiligen Zeitpunkt akzeptablen Optionen. Obwohl in jeder Phase weit reichende und vielfältige Integrationsschritte, Reformkonzepte oder gar Visionen lanciert wurden und werden, sind es offensichtlich nur wenige und begrenzte Vorhaben, die den Konsens der Beteiligten finden und somit den tatsächlichen Prozess konstituieren.
Auch deshalb stellt sich der europäische Integrationsprozess als ein einseitiger oder asymmetrischer Prozess dar: Während die wirtschaftliche Integration der EU durch den gemeinsamen Binnenmarkt seit 1993 und die Euro-Einführung ab 1999 ein hohes Maß erreicht hat, ist man in der Sozialpolitik sowie in Außen- und Sicherheitsfragen noch weit von einer gemeinsamen Politik entfernt. Es besteht aber eben auch kein einheitliches Leitbild der Integration, wie z. B. die kontroverse Diskussion über ein Europäisches Sozialmodell zeigt.
Eine mögliche Erklärung hierfür besteht darin, dass die wirtschaftliche Integration bis zur Stufe des Binnenmarktes vor allem auf dem Abbau von Handelsbeschränkungen („negativer Integration“) beruht; Integration z. B. im Bereich der Sozialpolitik erfordert hingegen die Entwicklung gemeinschaftlicher Schutzmechanismen („positive Integration“), die durch die bestehenden, sehr unterschiedlichen Sozialsysteme der EU-Mitgliedstaaten erschwert wird (Scharpf 1999). Allerdings ist dieser Erklärungsansatz insofern unbefriedigend, als die Europäische Union eine ausgeprägt protektionistische und deutlich diskriminierende Außenhandelspolitik betreibt, bei der auch Handelsbeschränkungen aufgebaut wurden (Jachtenfuchs/Kohler-Koch 1996).

## Kritik am Integrationsprozess

### Das „Demokratiedefizit“ der EU
Aus politikwissenschaftlicher Perspektive wird das mit dem Einigungsprozess verbundene Demokratiedefizit der EU kritisch betrachtet. Diese Kritik richtet sich zum einen gegen die institutionelle Struktur der EU selbst, zum anderen gegen den mit fortschreitender Integration einhergehenden Verlust politischer Steuerungsfähigkeit auf der Ebene der Nationalstaaten (vgl. Graf Kielmannsegg 1996). Der in den Jahren 2010 bis 2013 eingeschlagene Integrationspfad mit dem Ziel der Bekämpfung der Eurokrise, unter anderem bestehend aus Fiskalpakt, ESM und Six-Pack, hat das Demokratiedefizit weiter erhöht. Es wird insbesondere dadurch verstärkt, dass sich diese Instrumente und Vereinbarungen auf die intergouvernementale Methode stützen. Gegenwärtig wird besonders in Deutschland diskutiert, ob das Defizit durch einen Rückbau des bestehenden Systems oder durch einen komplettierenden Ausbau gelöst werden kann. Der britische Historiker Steven Beller gibt zu bedenken: "Man sollte komplexe Strukturen nicht einfach auflösen, nur weil sie einige Fehler haben."

### Weitere Kritikpunkte
- Die EU als bloßes „Elitenprojekt“;[8]
- fehlendes europäisches System der Kollektivverhandlungen;[9]
- Euroskepsis in Teilen der Bevölkerung;
- dominierender Einfluss der EU-Kommission (bei regulativer Politik);
- Vertiefung und Erweiterung unzureichend aufeinander abgestimmt;
- beeinträchtigte Aufnahmefähigkeit der EU hinsichtlich weiterer Beitritte;
- ungeklärte Zukunftsperspektiven; siehe dazu: EU-Finalitätsdebatte.